# 线裂铁角蕨
线裂铁角蕨（学名：Asplenium coenobiale）为铁角蕨科铁角蕨属下的一个种。